# 拟花蔺
拟花蔺（学名：Butomopsis latifolia），为花蔺科拟花蔺属下的一个植物种。